# Chính sách thị thực của Burkina Faso

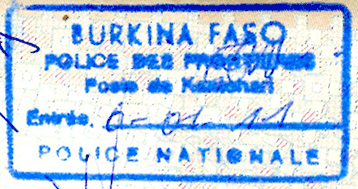
Dấu nhập cảnh Burkina Faso

Du khách đến Burkina Faso phải xin thị thực từ một trong những phái vụ ngoại giao Burkina Faso trừ khi họ đến từ một trong những quốc gia được miễn thị thực.

## Bản đồ chính sách thị thực

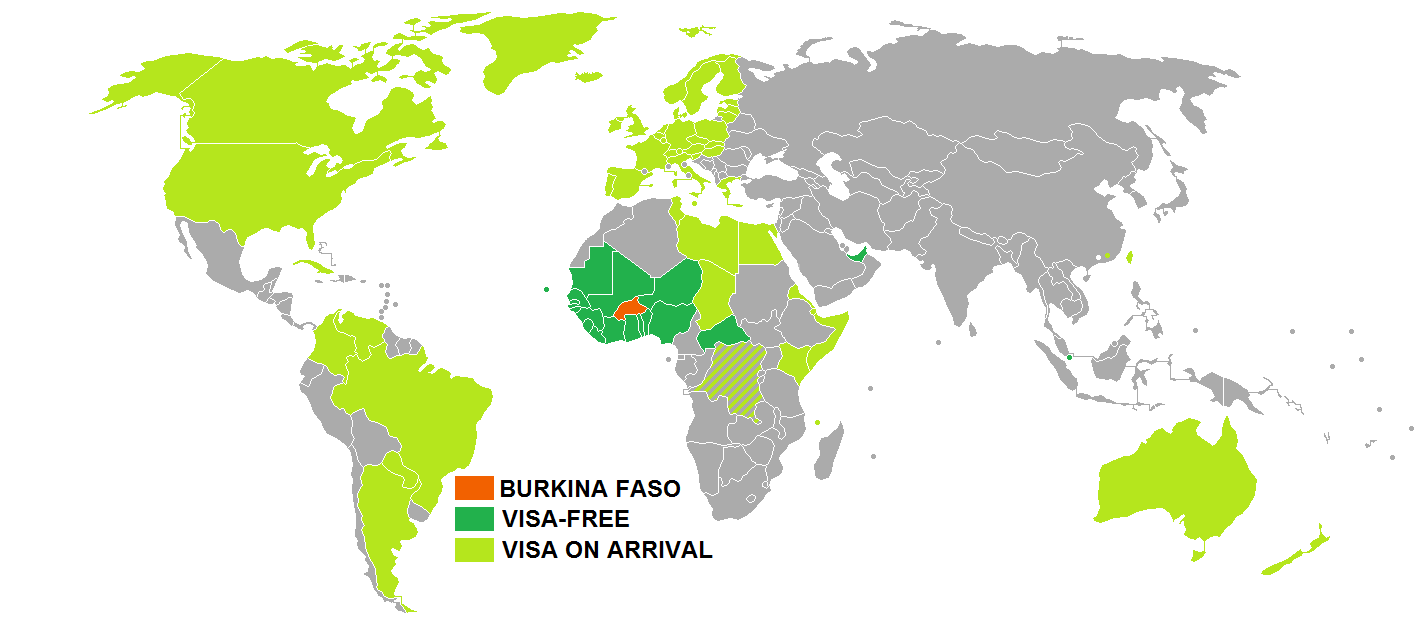
Chính sách thị thực của Burkina Faso

## Miễn thị thực
Công dân của 17 quốc gia sau có thể đến Burkina Faso mà không cần thị thực:
| - Benin - Cape Verde - Cộng hòa Trung Phi (90 days) - Bờ Biển Ngà - Gambia - Ghana - Guinea - Guinea-Bissau - Liberia | - Mali - Mauritania (90 days) - Niger - Nigeria - Senegal - Sierra Leone - Singapore (30 days) - Togo |

Người sở hữu hộ chiếu ngoại giao và công vụ được cấp bởi Congo, Cuba, Nga và Đài Loan không cần thị thực để đến Burkina Faso.

## Thị thực tại cửa khẩu
Thị thực có thể được cấp tại sân bay và biên giới cho công dân của 51 quốc gia sau:
| - Argentina - Úc - Áo - Bỉ - Brasil - Canada - Tchad - Colombia - Comoros - Cuba - Cộng hòa Séc - Đan Mạch - Djibouti - Ai Cập - Eritrea - Estonia - Phần Lan - Pháp - Đức - Hy Lạp - Hồng Kông - Hungary - Iceland - Ireland - Ý - Kenya | - Latvia - Libya - Liechtenstein - Lithuania - Luxembourg - Malta - Hà Lan - New Zealand - Na Uy - Paraguay - Peru - Ba Lan - Bồ Đào Nha - Sao Tome and Principe - Slovakia - Slovenia - Somalia - Tây Ban Nha - Thụy Điển - Thụy Sĩ - Đài Loan - Tunisia - Vương quốc Anh - Hoa Kỳ - Venezuela |

Thị thực tại cửa khẩu miễn phí cho người sở hữu hộ chiếu ngoại giao, công vụ hoặc đặc biệt. Thị thực tại cửa khẩu cũng áp dụng cho người có hộ chiếu Interpol đi làm nhiệm vụ.

## Thống kê du khách
Hầu hết du khách đến Burkina Faso để du lịch đều đến từ các quốc gia sau:
| Quốc gia    | 2014    | 2013    |
| ----------- | ------- | ------- |
| Pháp        | 29.311  | 35.715  |
| Trung Quốc  | 17.651  | 2.492   |
| Ivory Coast | 16.509  | 18.852  |
| Mali        | 12.469  | 16.065  |
| Benin       | 8.113   | 8.622   |
| Niger       | 7.766   | 11.265  |
| Hà Lan      | 7.580   | 3.009   |
| Sénégal     | 6.824   | 9.566   |
| Togo        | 6.498   | 8.604   |
| Ghana       | 6.074   | 7.090   |
| Tổng        | 181.410 | 206.954 |